# Muralismus

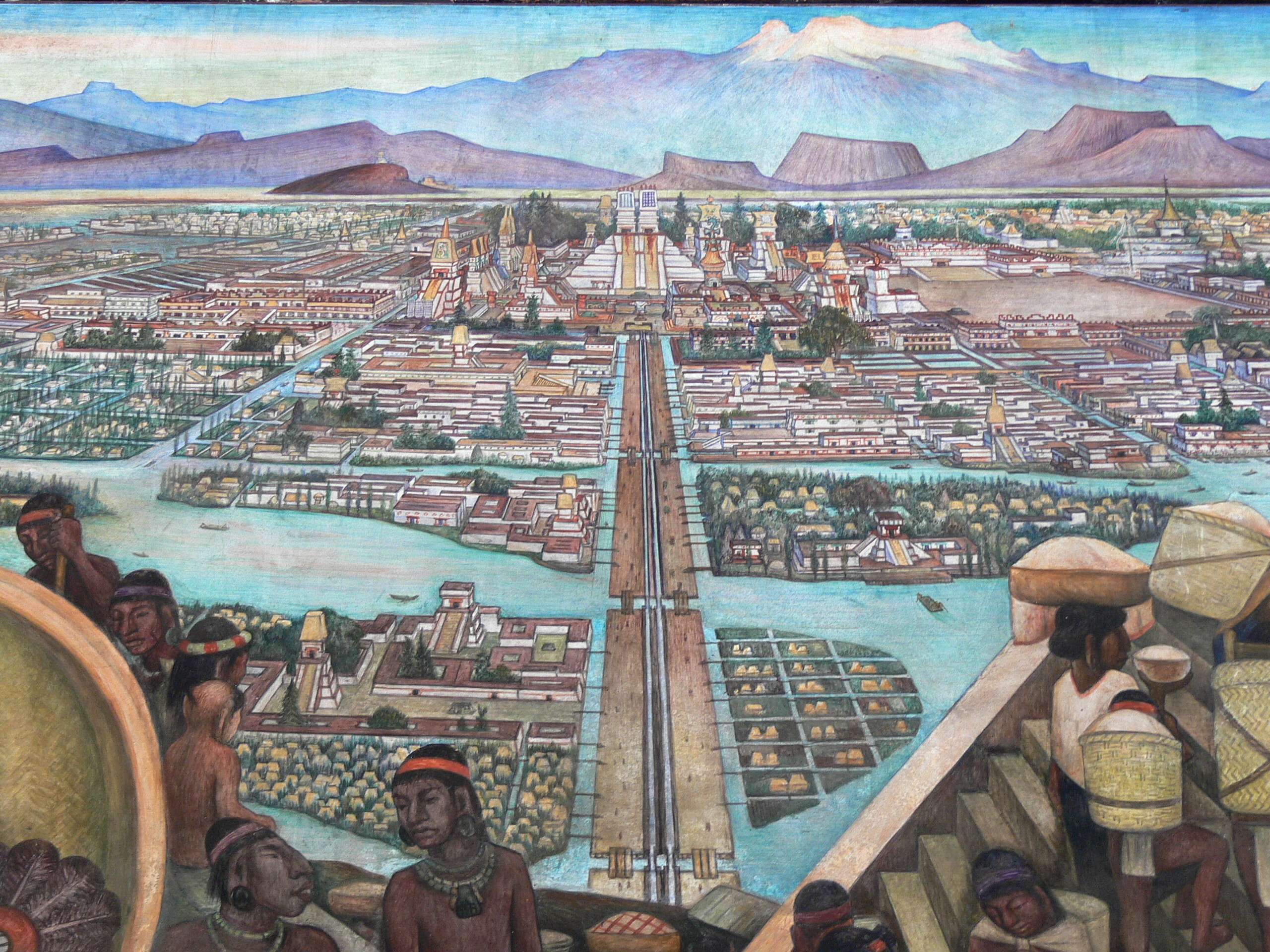
Nástěnná malba Diega Rivery, Palacio National, Ciudad de México

Muralismus je malířské hnutí v Mexiku, lze ho chápat jako latinskoamerický směr, avantgardní umělecký výraz, jev spjatý s revolucí v Mexiku probíhající v období vlády prezidenta Álvara Obregóna (ve funkci 1920 - 1924). Staví na mexickém vlastenectví a vyzdvihuje povstalecké hrdiny a bojovníky za národní požadavky, poukazuje i na indiánskou minulost. Vznik muralismu je spojen s uveřejněním manifestu Sociální, politické a estetické prohlášení (1922).

## Zaměření
Muralismus se zaměřuje na vnitřní i vnější výzdobu veřejných budov monumentálními nástěnnými malbami, zobrazovány jsou náměty z předkolumbovského Mexika, z osvobozeneckého hnutí i ze soudobého života země.

## Hlavní představitelé

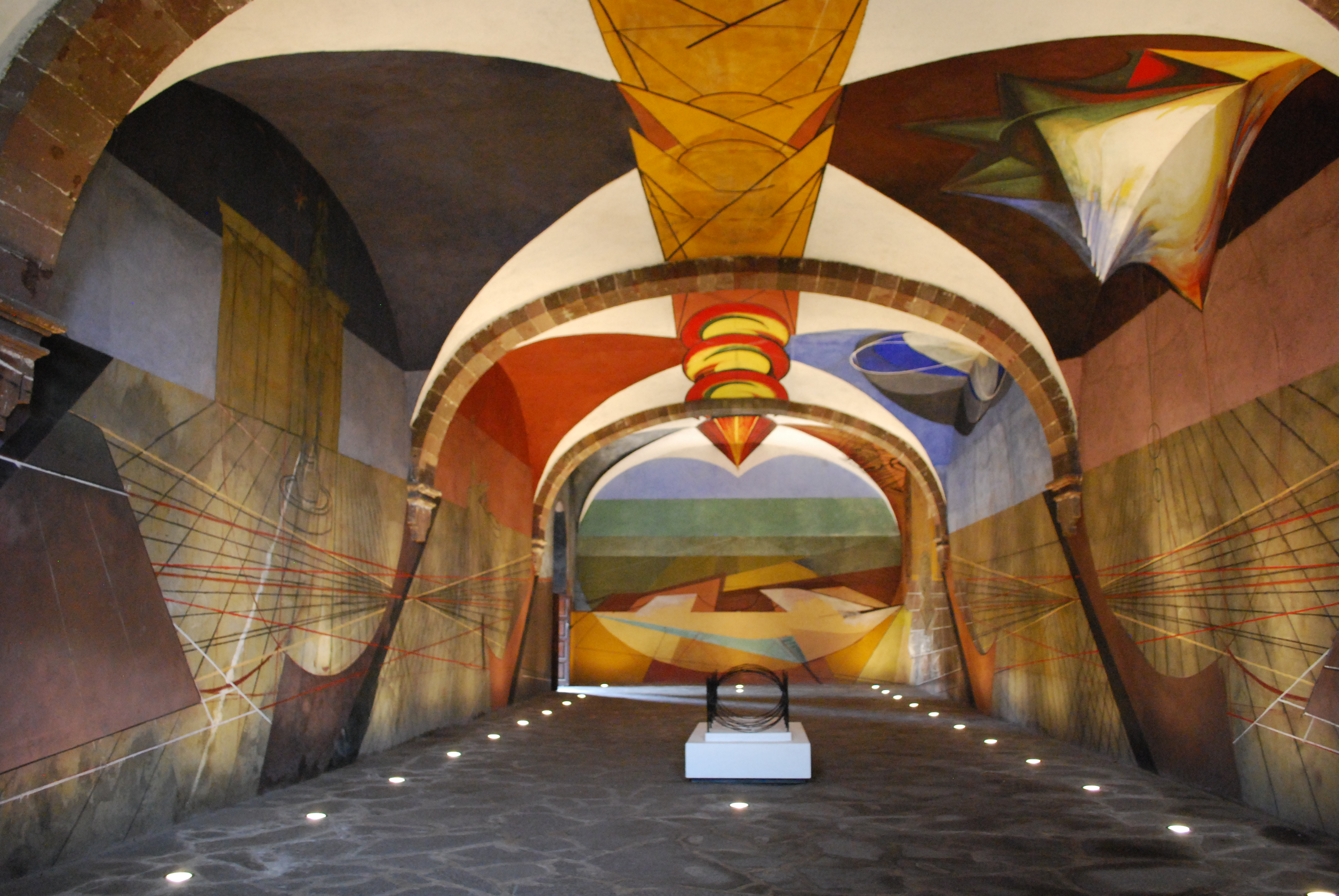
Nedokončená nástěnná malba Davida Alfara Siqueirose v prostorách umělecké školy Academia de San Carlos v hlavním městě Mexika

Hlavní představitelé jsou
- Diego Rivera
- José Clemente Orozco
- David Alfaro Siqueiros

## Druhá generace
Druhou generaci muralistů rozvíjející mexický národní muralismus tvořili:
- Rufino Tamayo
- Carlos Chávez
- Jorge González Camarena

a další.